# 正余镇
正余镇是中华人民共和国江苏省南通市海门区下辖的一个镇。
2012年11月30日，江苏省人民政府批复同意撤销正余镇、王浩镇，将原两镇所辖区域合并，设立新的正余镇，镇政府驻原正余镇人民路66号。

## 行政区划
正余镇下辖以下村级行政区划单位：
人民路社区、新和村、新桥村、青正村、双烈村、正基村、邢柏村、安渡村、瑞丰村、正南村、浩盛街社区、新岸村、五总村、古坝村、昌盛村、桥闸村、河岸村、三合村和王灶河村。